# Zádveřice
Zádveřice je jižní část obce Zádveřice-Raková v okrese Zlín. Prochází zde silnice I/49 a silnice II/492. Je zde evidováno 500 adres. Trvale zde žije 1293 obyvatel. Nejvyšším bodem je Tlustá hora (480 m n. m.).
Zádveřice je také název katastrálního území o rozloze 15,44 km2.

## Název
Na vesnici bylo přeneseno původní pojmenování obyvatel vsi Zádveřici, které znamenalo "lidé sídlící za dveřmi". Motivace tohoto pojmenování není jasná, dveřmi se zde snad myslel nějaký přechod přes Vizovické vrchy.

## Historie
První písemná zmínka o obci pochází ze 14. století (z falza hlásícího se do roku 1261).

## Pamětihodnosti
- Venkovská usedlost č.p. 124 - zděný přízemní domek s chlévy z první poloviny 19. století[9]
- Stodola - doklad regionální lidové architektury přelomu 19. a 20. století[10]

## Osobnosti
- Josef Hamšík (1895–1943), československý armádní letec popravený nacisty

## Další fotografie

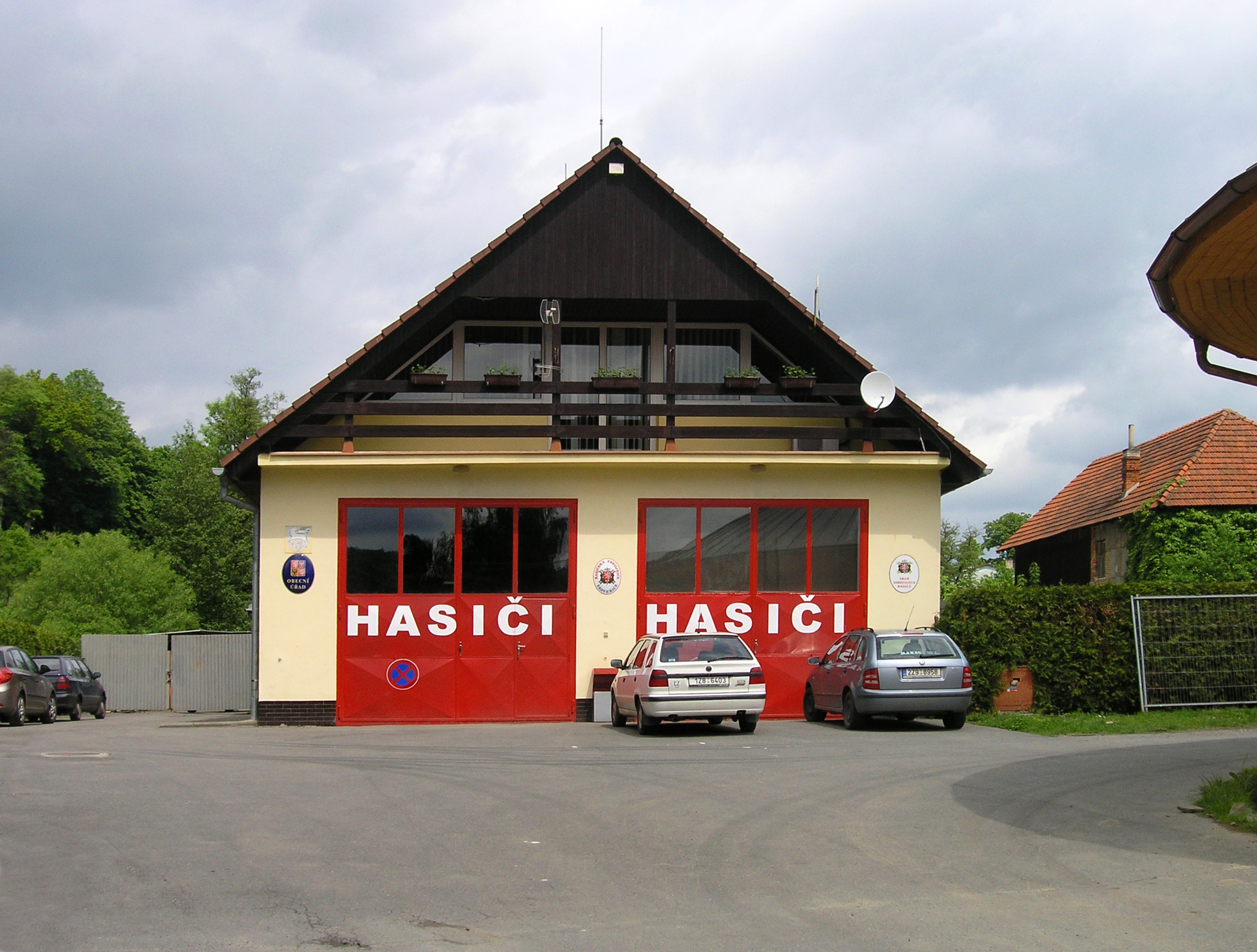
Hasičská zbrojnice
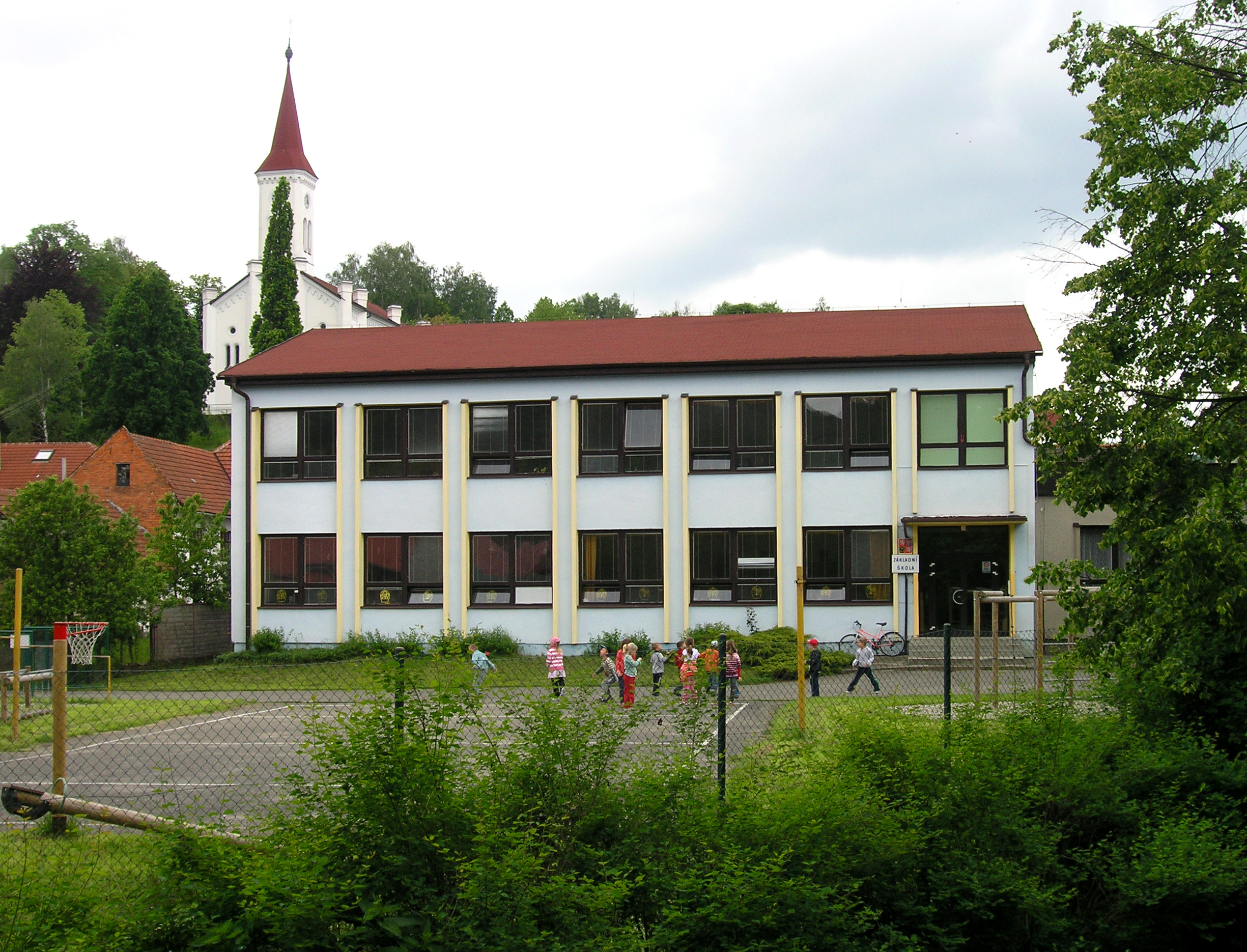
Nová škola